# Hughes Winborne
Hughes Winborne (ACE) est un monteur américain né à Raleigh (Caroline du Nord)

## Biographie
Venant d'une famille d'avocats, Hughes Winborne fait ses études à l'université de Caroline du Nord, mais renonce à ce type de carrière après un stage comme auxiliaire juridique. Après avoir exercé plusieurs professions, y compris peintre en bâtiment, il participe à un cours de cinéma à l'Université de New York et réalise à ce moment-là qu'il veut devenir monteur. Il commence alors à travailler comme assistant monteur. Après quelques années à New York, il est engagé pour le montage de Sling Blade et déménage alors en Californie,.

## Filmographie (sélection)
- 1996 : Sling Blade de Billy Bob Thornton
- 2000 : Buddy Boy de Mark Hanlon
- 2001 : Un bébé sur les bras (Nobody's Baby) de David Seltzer
- 2001 : Flagrant délire (Stark Raving Mad) de Drew Daywalt (en) et David Schneider
- 2001 : Wild Iris de Donald Petrie
- 2004 : Collision (Crash) de Paul Haggis
- 2004 : L'Employé du mois (Employee of the Month) de Mitch Rouse
- 2006 : À la recherche du bonheur (The Pursuit of Happyness) de Gabriele Muccino
- 2006 : Even Money de Mark Rydell
- 2007 : The Great Debaters de Denzel Washington
- 2008 : Sept vies (Seven Pounds) de Gabriele Muccino
- 2010 : Teen Patti de Leena Yadav
- 2011 : La Couleur des sentiments (The Help) de Tate Taylor
- 2013 : Charlie Countryman de Fredrik Bond
- 2013 : The Motel Life de Alan et Gabe Polsky
- 2014 : Les Gardiens de la Galaxie (Guardians of the Galaxy) de James Gunn
- 2015 : Pixels de Chris Columbus
- 2016 : Fences de Denzel Washington
- 2017 : Je ne vois que toi (All I See Is You) de Marc Forster
- 2019 : Noelle de Marc Lawrence
- 2021 : A Journal for Jordan de Denzel Washington

## Distinctions

### Récompenses
- Oscars 2006 : Oscar du meilleur montage pour Collision

### Nominations
- BAFTA 2006 : British Academy Film Award du meilleur montage pour Collision